# 독립 농구 협회
독립 농구 협회(Independent Basketball Association, IBA)는 미국의 농구 리그이다. 야구의 마이너 리그와 같은 개념이다. (즉, NBA가 메이저 리그 개념이라는 뜻이다.)

## 현재 팀
| 구단명                   | 연고지                      | 창단   | 첫시즌 |
| ------------------------ | --------------------------- | ------ | ------ |
| 그랜드래피즈 퓨전        | 미시간주 그랜드래피즈       | 2014년 | 2014년 |
| 일리노이 후프빌 워리어스 | 일리노이주 벨빌             | 2010년 | 2016년 |
| 인터내셔널 레이서스      | 일리노이주 르몽             | 2014년 | 2014년 |
| 캔카키 카운티 솔저스     | 일리노이주 캔카키           | 2007년 | 2011년 |
| 커노샤 볼러스            | 위스콘신주 커노샤           | 1995년 | 2012년 |
| 로스앤젤레스 라이트닝    | 캘리포니아주 사우전드오크스 | 2007년 | 2012년 |
| 말리부 파이러츠          | 캘리포니아주 무어파크       | 2012년 | 2012년 |
| 록퍼드 리버독스          | 일리노이주 러브즈 파크      | 2010년 | 2011년 |
| 세인트루이스 트로티스    | 미주리주 세인트루이스       | 1970년 | 2011년 |
| 윈디시티 블레이저스      | 일리노이주 오로라           | 2011년 | 2013년 |